# Erdene, Govi-Altai
Erdene (tiếng Mông Cổ: Эрдэнэ) là một sum của tỉnh Govi-Altai ở miền tây Mông Cổ. Vào năm 2009, dân số của sum là 2.288 người.

## Địa lý
Sum có diện tích khoảng 26.066 km2. Trung tâm sum, Sangiin-Dalai, nằm cách tỉnh lỵ Altai 220 km và thủ đô Ulaanbaatar 1.005 km.

### Khí hậu
Erdene có khí hậu bán khô hạn. Nhiệt độ trung bình hàng năm trong khu vực là 2 °C. Tháng ấm nhất là tháng 8, khi nhiệt độ trung bình là 20 °C và lạnh nhất là tháng 1, với −19 °C. Lượng mưa trung bình hàng năm là 118 mm. Tháng ẩm ướt nhất là tháng 6, với lượng mưa trung bình là 34 mm, và khô nhất là tháng 1, với 1 mm.

## Kinh tế
Sum có một trường học, bệnh viện và khu du lịch.